# Janča
Janča (Servisch cyrillisch Јанча) is een plaats in de Servische gemeente Novi Pazar. De plaats telt 332 inwoners (2002).